# Mark Tacher
Mark Tacher Feingold (Mexikóváros, 1977. szeptember 15. –) mexikói színész.

## Élete és pályafutása
1977. szeptember 15-én született Mexikóvárosban. 
Első szerepét 1998-ban kapta a Perla című telenovellában. 2010-ben a Para volver a amarban játszott Sophie Alexander mellett.
Folyékonyan beszél spanyolul, angolul és héberül.

## Filmográfia
- Perla (1998) - Licenciado Alfredo
- Tres veces Sofia (1998) - Juan Carlos
- Háblame de Amor (1999) - Leo
- El Tio Alberto (2000) - Eduardo
- Súbete a mi moto (2002) - José
- Mirada de Mujer (2003) - Carlo
- Mujer con pantalones (2005) - Salvador
- La hija del mariachi (2007) - Emiliano Sánchez Gallardo / Francisco Lara
- Los Protegidos (2008) - Santiago
- Verano de Amor (2009) - Dante
- Alma de Hierro (2009) - Gael
- Para Volver a Amar (2010) - Jorge Casso
- Mujeres Asesinas (2010) - "Las Blanco, viudas" Vicente
- Marichuy – A szerelem diadala (Triunfo del Amor) (2011) - Alonso del Ángel
- La Voz... México (2011) - Műsorvezető
- Bűnös vágyak (Abismo de pasión) (2012) - Gael Arango Navarro
- Qué pobres tan ricos (2013) - Alejo Ruizpalacios Saravia
- Que te perdone Dios (2015) - Mateo López-Guerra Fuentes
- Antes muerta que Lichita (2015) - Santiago
- Mujeres de negro (2016) - Nicolás Lombardo
- El Bienamado (2017) - León Serrano